# Stanisław Tyski
Stanisław Tyski (ur. 17 kwietnia 1913 w Warszawie, zm. 10 kwietnia 2002 w Warszawie) – polski geolog, specjalista geologii regionalnej, zwłaszcza Niżu Polskiego, oraz geologii złóż ropy naftowej i gazu ziemnego.

## Życiorys
Szkołę podstawową i gimnazjum ukończył w Warszawie. Studia rozpoczął w 1934 na Uniwersytecie Warszawskim, na Wydziale Matematyczno-Przyrodniczym, sekcja geologia. W 1939 uzyskał absolutorium, ale wybuch wojny uniemożliwił mu uzyskanie magisterium. Pracę w Państwowym Instytucie Geologicznym podjął w styczniu 1938. Pracował w nim również podczas wojny (w Amt für Bodenforschung, Zweigstelle Warschau).
W latach 1940–1944 działał w konspiracji jako ppor. Stefan, następnie Tomek, jako szef wyszkolenia w Związku Odwetu przy Komendzie Głównej ZWZ, przekształconego w 1942 w Kierownictwo Dywersji Kedyw, gdzie był współtwórcą i organizatorem kursów sabotażowo-dywersyjnych. W 1943 nominowany na podporucznika, został zastępcą dowódcy szkolenia. W przeddzień powstania warszawskiego, w lipcu 1944, wraz ze Stefanem Zbigniewem Różyckim w skrzyniach przygotowanych przez Niemców do ewakuacji wymienił materiały naukowe na makulaturę, a później wraz z kilkoma geologami ukrył je pod ziemią na terenie Instytutu. W pierwszych dniach Powstania został odcięty od macierzystej jednostki i wywieziony do Halle.
W styczniu 1945, po powrocie do kraju, zgłosił się u dyrektora PIG Jana Czarnockiego i zajął się zabezpieczaniem ocalałego materiału. W lipcu 1945 został przeniesiony do Instytutu w Krakowie i pracował tam do listopada 1945. Zagrożony przez służby bezpieczeństwa przeniósł się za zgodą dyrektora Jana Czarnockiego na Ziemie Odzyskane. Zatrudnił się tam we Wrocławiu, w Zjednoczeniu Energetycznym Dolnego Śląska, a w 1946 przeniósł się do Regionalnej Dyrekcji Planowania Przestrzennego, gdzie pracował do lipca 1947.
W lipcu 1947, na polecenie dyrektora PIG objął stanowisko kierownika Dolnośląskiego Oddziału Terenowego PIG w Szczawnie-Zdroju. W październiku 1948, wezwany do PIG w Warszawie, został kierownikiem nowo organizowanego Wydziału Stratygrafii i Paleontologii. Wkrótce został pełnomocnikiem dyrektora Jana Czarnockiego do planowania i budowy nowego gmachu Instytutu. Gmach oddał do użytku w 1952.
W 1954 został kierownikiem Wydziału Podłoża Niżu Polskiego, przemianowanego później na Zakład Geologii Niżu Polskiego, którego był faktycznym kierownikiem do maja 1966. W październiku 1962 powierzono mu zadanie zorganizowanie Zakładu Złóż Ropy i Gazu wraz z Laboratorium Analitycznym Bituminów. Kierował nim do 1967.
W latach 1957–1958 był inicjatorem i współautorem syntez geologii Niżu Polskiego, których kontynuacją było dzieło I etap badań Niżu Polskiego, za które w 1964 otrzymał zespołową Nagrodę Państwową II Stopnia. Powtórnie otrzymał zespołową Nagrodę Państwową II Stopnia w 1968 za udział w odkryciu i udokumentowaniu złoża soli potasowych.
W 1965 otrzymał tytuł magistra z zakresu nauk o Ziemi na Uniwersytecie Łódzkim. W 1967 został ze względów politycznych odsunięty od badań geologicznych na Niżu Polskim i przeniesiony do Zakładu Ekonomiki Prac Geologicznych, gdzie do 1972 prowadził badania regionalne, a następnie do 1975 kierował Pracownią Metodyki Regionalnych Badań Bituminów w Zakładzie Geologii Ropy i Gazu. Od 1974 do 1975 kierował jednocześnie Pracownią Rozwoju i Koordynacji Badań Geologicznych w Zakładzie Rozwoju i Planowania Badań Geologicznych. W kwietniu 1977 objął kierownictwo grupy problemowej badań genezy i migracji węglowodorów w  Zakładzie Złóż Ropy i Gazu. W lipcu 1978 przeszedł na emeryturę.
Był autorem lub współautorem projektów geologicznych wielu ważnych głębokich wierceń, m.in. Ełk, Piła, Bytów, Lębork, Bartoszyce, Gołdap, Nidzica, Koszalin, Kołobrzeg, Kamień Pomorski, Goleniów, Kętrzyn, Olsztyn, Jamno, Gościno, Ustroń i wielu innych.

## Odznaczenia
Otrzymał Srebrny Krzyż Zasługi z Mieczami za walkę okupantem, Srebrny i Złoty Krzyż Zasługi, Krzyż Kawalerski Orderu Odrodzenia Polski, Medal 10-lecia Polski Ludowej oraz Odznakę Budowniczego Pałacu Kultury i Nauki w Warszawie.